# Agression sexuelle de masse
 (janvier 2016).
Une agression sexuelle de masse ou agression sexuelle collective est un type de violence sexuelle pratiqué par des groupes de personnes dans les foules.

## Historique du phénomène des agressions collectives en public
Le phénomène a été observé dans plusieurs contextes. L'un des plus documentés est la société égyptienne, notamment sous la forme de harcèlement au quotidien et d'agressions sexuelles commises comme forme de répression par la police lors de manifestations opposées notamment au régime d'Hosni Moubarak. Le phénomène a néanmoins été rapporté de source policière lors d'un festival de musique d'été à Stockholm en 2014 et durant la nuit de la saint-Sylvestre 2015 en Allemagne. D'après des organisations féministes et des sources policières, il touche de façon récurrente des rassemblements comme la Fête de la bière de Munich ou la Feria de Nîmes. Les rassemblements militants tel le campement du mouvement Occupy Wall Street ont également été concernés.

### En Égypte
L'expression arabe transcrite taharrush ginsy ou taharoch gensi (تحرّش جنسي taḥarruš ǧinsī « harcèlement sexuel ») ou taharrush gamea (d'après la prononciation égyptienne avec [ɡ] dur de l'arabe تحرش جماعي taḥarruš ǧamāʿī « harcèlement collectif »), ou taharrouch recouvre l'ensemble des violences faites aux femmes. C'est un mot grossier au sens mouvant qui désignait à l'origine les molestations et viols d'enfants ainsi que les violences sexuelles envers les femmes et les enfants, le plus souvent dans la sphère privée (domicile) ou semi-privée (école), puis prend en Égypte en 2006 le sens de harcèlement mais aussi celui d'agressions sexuelles de groupe. Cette expression est inspirée par les initiatives internationales pour les droits des femmes d'après Angie Abdelmonem, et a été utilisée en arabe dans la seconde moitié des années 2000 en Égypte. D'autres usages en ont été faits pour désigner des agressions sexuelles collectives dans d'autres pays arabes puis en Europe pour désigner des agressions sexuelles dont les coupables présumés sont supposés venir de tels pays.
Un article de Kohl, publication « pour la recherche sur le corps et le genre », décrit les évolutions de langage en Égypte de 2005 à 2015 pour désigner le harcèlement sexuel et les autres types d'agressions sexuelles, et note qu'en 2008, un journal utilise de façon indifférenciée, pour parler des agressions de policiers contre des manifestantes au Caire en 2005, les mots taḥarrush et hatk ʿirḍ (هتك عرض : littéralement « profanation de l'honneur », terme généralement traduit par « attentat à la pudeur » et utilisé pour désigner un viol). L'absence de définition précise et les amalgames entre différents concepts ont constitué un frein pour faire reconnaître la notion de harcèlement sexuel. Avant 2005, aucun problème de harcèlement sexuel collectif n'avait été rapporté à l'association égyptienne pour les droits des femmes.
Après les violences policières de 2005 au Caire, baptisées « Mercredi noir », les violences sexuelles dans l'espace public en Égypte ont eu un plus large écho international à l'occasion de la révolution égyptienne de 2011 sur la place Tahrir au Caire lorsque des manifestantes égyptiennes et certaines journalistes occidentales — dont Lara Logan — furent victimes d'agressions sexuelles collectives,,,,,,.
Amnesty International parraine une bande dessinée, Doigts d'honneur - Révolution en Égypte et droits des femmes sur les centaines d'agressions sexuelles ou viols recensés aux abords de la place Tahrir, entre le 28 juin et le 2 juillet 2013.

### En Allemagne

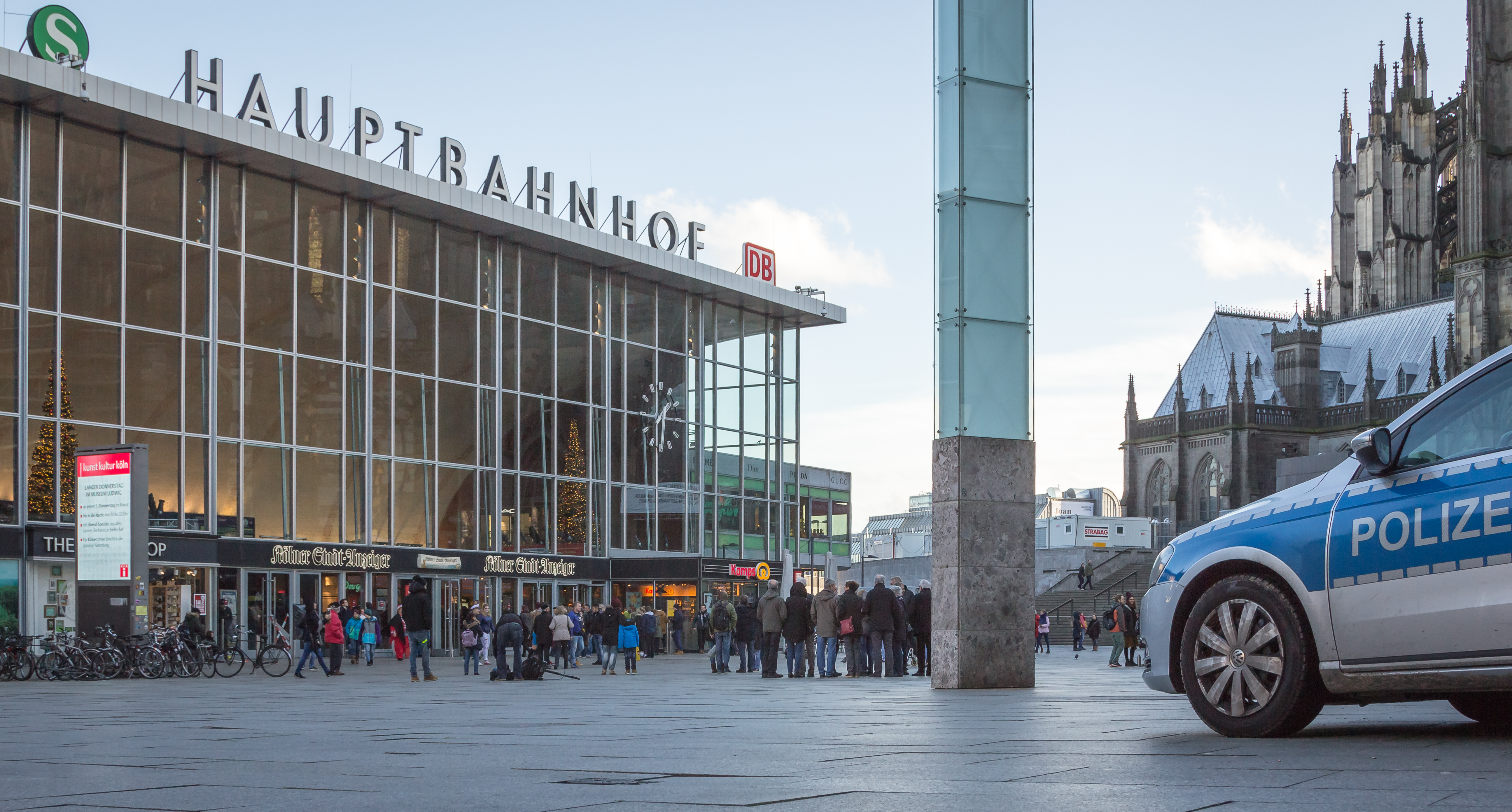
Le lieu des agressions collectives devant la gare centrale de Cologne, avec la cathédrale de Cologne visible à droite.

À Cologne, la nuit du Nouvel An 2016, 359 femmes ont déclaré avoir été agressées sexuellement près de la gare centrale ; dans 259 cas, les victimes avaient également été dévalisées.
Les rapports des ministères de l'Intérieur de Rhénanie-du-Nord-Westphalie et l'Office fédéral de police criminelle allemande ont attribué les agressions sexuelles du Nouvel An 2016 en Allemagne à cette pratique de la part de migrants,,. L'enquête montre par la suite que peu de réfugiés sont impliqués, la quasi-totalité des suspects étant de nationalité algérienne ou marocaine.

### En France
L'étude des violences sexuelles dans l'espace public a longtemps été occultée en raison d'une focalisation sur les violences conjugales. La première version de l'« Enquête nationale sur les violences envers les femmes en France » abordant la question a lieu en 2000. Le harcèlement et les agressions physiques ne sont pas distinguées selon que l'auteur est un homme seul ou en groupe dans le résumé statistique (les deux cas sont regroupés), mais l'étude indique que, contrairement au harcèlement, et aux gifles, coups et blessures, les agressions physiques sont assez fréquemment le fait d’un groupe lorsqu’elles sont accompagnées de vols ou s’effectuent sous la menace d’une arme. Les atteintes sexuelles (y compris le harcèlement) touche 8,2 % des femmes, mais est d'autant plus fort qu'elles sont jeunes (21,9 % des femmes de 20 à 24 ans en font état, dont 8,4 % pour les avances et agressions sexuelles). Le phénomène est particulièrement prégnant en région parisienne.

### En Suède
Les autorités sont accusées d'avoir dissimulé des agressions sexuelles de masse à l'occasion d'un festival en 2014,, ainsi que lors du nouvel an 2015 sous le prétexte de ne pas attiser les tensions raciales,.

### En Finlande
À Helsinki, la police a reçu une plainte pour viol, deux pour tentative de viol et douze pour harcèlement sexuel par des groupes de 10 à 20 hommes lors du Nouvel An 2016.

### Aux États-Unis
Au festival de Woodstock 1999 en juillet 1999, la police a enquêté sur quatre plaintes pour agression sexuelle ou viol, y compris viol digital, qui se seraient produites pendant et après le festival. Des témoins ont rapporté avoir vu une slammeuse entraînée dans le cercle de mosh et violée collectivement.
Lors du défilé de la fête portoricaine (Puerto Rican Day Parade) de New York le 11 juin 2000, au moins 44 femmes ont signalé avoir été agressées sexuellement et dévalisées par un groupe d'une soixantaine d'hommes. La police a été très critiquée pour avoir mal géré ces attaques.
À la fête de Mardi gras de Seattle en février 2001, des témoins ont vu des groupes d'hommes peloter des femmes, leur arracher leurs vêtements et apparemment les pénétrer avec leurs doigts.

### Dans le sous-continent indien
Plusieurs cas d'agression sexuelle collective dans une foule ont été signalés en Inde. En juillet 2012 à Guwahati, une adolescente a été agressée sexuellement pendant presque 45 minutes par un grand nombre d'hommes à l'extérieur d'un bar, sans que personne n'intervienne avant l'arrivée de la police.
La présentatrice de télévision britannique Saira Khan a déclaré en 2016 avoir été agressée sexuellement en 2007 par une foule au Pakistan alors qu'elle tournait un documentaire pour la BBC, accusant la BBC d'avoir alors tout simplement ignoré cette attaque.
Un phénomène proche appelé en anglais indien « Eve teasing », est observé en Inde, Bangladesh et Pakistan. Il a parfois eu un retentissement international comme l'affaire du viol collectif de New Delhi.

### Au Viêt Nam
En juillet 2015, des femmes ont signalé une agression sexuelle collective par plus de 70 hommes dans un parc aquatique de Hanoï au Viêt Nam.

## Polémique sur les causes des agressions collectives en public
Les agressions sexuelles collectives dans l'espace public dans divers pays mentionnées par les médias internationaux en janvier 2016 ont été diversement interprétées comme liées ou non à une particularité culturelle. Ainsi Farhana Mayer, chercheuse à la fondation Quilliam, considère que ces attaques sont le symptôme d'une idéologie misogyne qui considère que cela fait partie des règles du jeu que les femmes soient attouchées sexuellement dans l'espace public, ou même punies pour y être présentes ; et un article de la revue de sciences sociales Égypte/Monde arabe sur le rôle que peuvent jouer les hommes dans les mouvements égyptiens anti-harcèlement estime que les hommes qui participent à ces attaques cherchent en fait à rétablir ce qu'il voient comme l'ordre naturel des choses, en réaffirmant le contrat social patriarcal et en limitant le domaine des femmes à la sphère privée. Josef Joffe (en), directeur de la rédaction de l'hebdomadaire allemand Die Zeit, indique également dans le Wall Street Journal que selon lui, l'acculturation des migrants aux codes sexuels stricts de l'Europe de l'Ouest est un processus qui prend plusieurs années. L'écrivain algérien Kamel Daoud évoque à ce sujet en février 2016 « la misère sexuelle dans le monde arabo-musulman », dans une tribune du Monde critiquée par un collectif d’universitaires qui voient là de l'« islamophobie ».
À l'inverse, d'autres voix considèrent qu'un lien éventuel entre crise migratoire en Europe et agressions sexuelles collectives n'est pas à rechercher dans une origine ethnico-culturelle, mais dans un phénomène général de criminalité accrue dans les communautés à trop forte proportion masculine, décrit par Valerie Hudson (en). Une autre opinion est que les agressions sexuelles du Nouvel An 2016 en Allemagne ne présentent aucune particularité importée, mais font au contraire partie d'un sexisme et d'une culture du viol bien établis en Allemagne lors de grands rassemblements publics comme l'Oktoberfest, ; cependant selon les autorités allemandes et finlandaises, les agressions du Nouvel An 2016 de Cologne et de Helsinski sont d'une nature et d'une proportion sans précédent,. L'utilisation de termes arabes comme « taharrush gamea » est également critiquée en tant que présentation faussée des agressions collectives qui en fait un phénomène spécifiquement arabe et alimente les sentiments xénophobes et anti-réfugiés.
En 2016, un rapport de la police criminelle en Allemagne établit que les réfugiés sont en moyenne 15 fois plus souvent sujets à des plaintes pour agression sexuelle, que les Allemands de nationalité.